# Obsession fatale (film, 1998)
Pour le film de Jonathan Kaplan, voir Obsession fatale.
Pour les articles homonymes, voir Devil in the Flesh.
Pour plus de détails, voir Fiche technique et Distribution.
Obsession fatale (Devil in the Flesh) est un thriller érotique américain, réalisé par Steve Cohen, sorti en 1998.

## Résumé
Ce téléfilm raconte l'histoire d'une jeune étudiante qui vient de perdre ses parents à la suite d'un accident domestique. Elle doit donc aller vivre dans une banlieue chez sa grand-mère aux valeurs très strictes et traditionnelles. À son premier jour d'école, elle a du mal à s'intégrer et se lie d'amitié avec une gothique. Debbie s'éprend dangereusement d'amour pour son professeur de littérature Peter Rinaldi (Alex McArthur). Elle se rend compte qu'une autre fille du lycée (Meegan) a des vues sur le professeur et Debbie devient finalement son ennemie. Lors d'une scène mémorable, Meegan et Debbie vont aider le professeur Rinaldi à effectuer son vide-grenier. Debbie fait une photo avec lui qu'elle brulera par la suite, elle commence à tomber amoureuse de Peter. Elle va tout faire pour éliminer les personnes qui se mettent en travers de son chemin, incluant sa grand-mère, son chien, Meegan, un étudiant qui menace de révéler l'existence de son amour à Peter Rinaldi, ainsi que la femme du professeur, sa principale rivale. La jeune femme tombe alors dans un délire érotomane.

## Fiche technique
Sauf indication contraire, les informations mentionnées dans cette section peuvent être confirmées par la base de données cinématographiques IMDb,  présente dans la section « Liens externes ».
- Titre : Obsession fatale
- Titre original : Devil in the Flesh
- Réalisation : Steve Cohen
- Scénario : Kurt Anderson, Richard Brandes
- Casting : Aaron Griffith
- Direction artistique : Nathaniel Walters
- Costumes : Lori Jesneck
- Maquillage : Rebecca Wachtel
- Photographie : Joseph Montgomery
- Montage : Michael Thibault
- Musique : Michael Burns, Steve Gurevitch
- Production : Kurt Anderson, Richard Brandes
- Société de production : Le Monde Entertainment, Prostar Entertainment, Unapix Entertainment Productions
- Société de distribution : Alliance Video, Ardustry Home Entertainment, Le Monde Entertainment, Mill Creek Entertainment
- Sociétés d'effets spéciaux : FTS EFX Inc., Melrose Titles & Opticals
- Pays de production :  États-Unis
- Langue : Anglais
- Format : Couleurs - 1.85:1 - Ultra Stereo - 35 mm
- Genre : Drame, horreur, thriller érotique
- Durée : 99 minutes (1 h 39)
- Dates de sortie en salles :
  - États-Unis : 21 août 1998

## Distribution
- Rose McGowan : Debbie Strand
- Alex McArthur : Peter Rinaldi
- Peg Shirley : Fiona Long
- Phil Morris : Détective Joe Rosales
- Robert Silver : Détective Phil Archer
- Sherrie Rose : Marilyn
- Ryan Bittle : Greg Staffer
- Julia Nickson : Anna Nakashi
- Rick Overton : Dr. Mileston
- J.C. Brandy : Janie Magray
- Wendy Robie : Principal Joyce Saunders
- Krissy Carlson : Meegan
- Philip Boyd : Todd Sauser
- Milton James : Mr. Monsour
- Morgan DiStefano : un étudiant
- Aloma Wright : la secrétaire
- Carrick O'Quinn : le policier à motocyclette
- Ed Berke :  le pompier-chef
- Tom Simmons : un pompier
- Ken Fording : un enquêteur
- James Jude Courtney : Mr. Roberts

## Lien psychologique
Ce film présente les troubles assez méconnus de l'érotomanie. Cette maladie touche en particulier des jeunes femmes envers un homme au statut élevé socialement (professeur, avocat, artiste). Dans le film, le personnage de Debbie souffre d'un manque d'affection à la suite de la mort de ses parents, et trouve un idéal pour le professeur qu'elle aime follement. Plus récemment, le film Young Adult avec Charlize Theron aborde ce sujet.